# António Soares da Silva

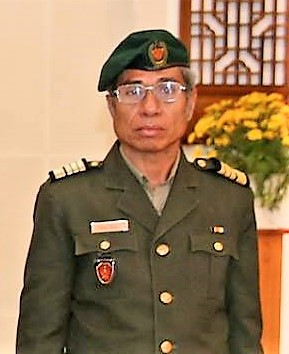
António Soares da Silva (2019)

António Soares da Silva (* 9. Dezember 1962 in Macadique, Viqueque, Portugiesisch-Timor; † 12. Oktober 2024 in Malaysia), Kampfname Mau Kalo (Varianten: Maukalo, Maucalo, Maucalu), ist ein osttimoresischer Offizier im Range eines Obersts und ehemaliger Freiheitskämpfer der Forças Armadas de Libertação Nacional de Timor-Leste (FALINTIL). Von 2017 bis 2022 war Silva militärischer Stabschef (portugiesisch Chefe de Casa Militar, tetum Xefe Casa Militar) des Staatspräsidenten.

## Werdegang
Bereits vor der Invasion der Indonesier in Osttimor 1975 trat Silva der FALINTIL bei und arbeitete im Ausbildungszentrum in Taibesi. Nach dem indonesischen Angriff war er zunächst Soldat unter dem Kommando von Mauk Moruk im Sektor Ponta Leste. 1976 wurde Silva Zugführer einer Einsatztruppe. Von 1977 bis 1978 kommandierte Silva den ersten Zug der Kompanhia Choque. Nach dem Zusammenbruch der Widerstandsbasen (zona libertadas) blieb Silva weiter im bewaffneten Widerstand. Nach der Nationalen Konferenz zur Reorganisation 1981 übernahm Silva den vierten Zug der Roten Brigaden in der Region Nakroma.
Seine schwangere Frau kam 1981 beim indonesischen Massaker am Berg Aitana ums Leben. Sie wurde von einem Schuss in den Bauch getroffen, der auch das ungeborene Kind traf.
Am 8. August 1983 war Silva am Angriff auf eine indonesische Militäreinheit in Kraras beteiligt, bei der 14 indonesische Soldaten (nach anderen Angaben 16) starben. Aufgrund eines lokalen Festes hatten die Indonesier ihre Waffen nicht greifbar, als sie angegriffen wurden. Der Überfall dauerte nur 10 Minuten. Den Opfern sollen die Osttimoresen die Penisse abgeschnitten haben. Die Indonesier reagierten auf den Überfall mit dem Kraras-Massaker. Von 1984 bis 1991 übernahm Silva die Position des zweiten Kommandeurs der III. Einheit.

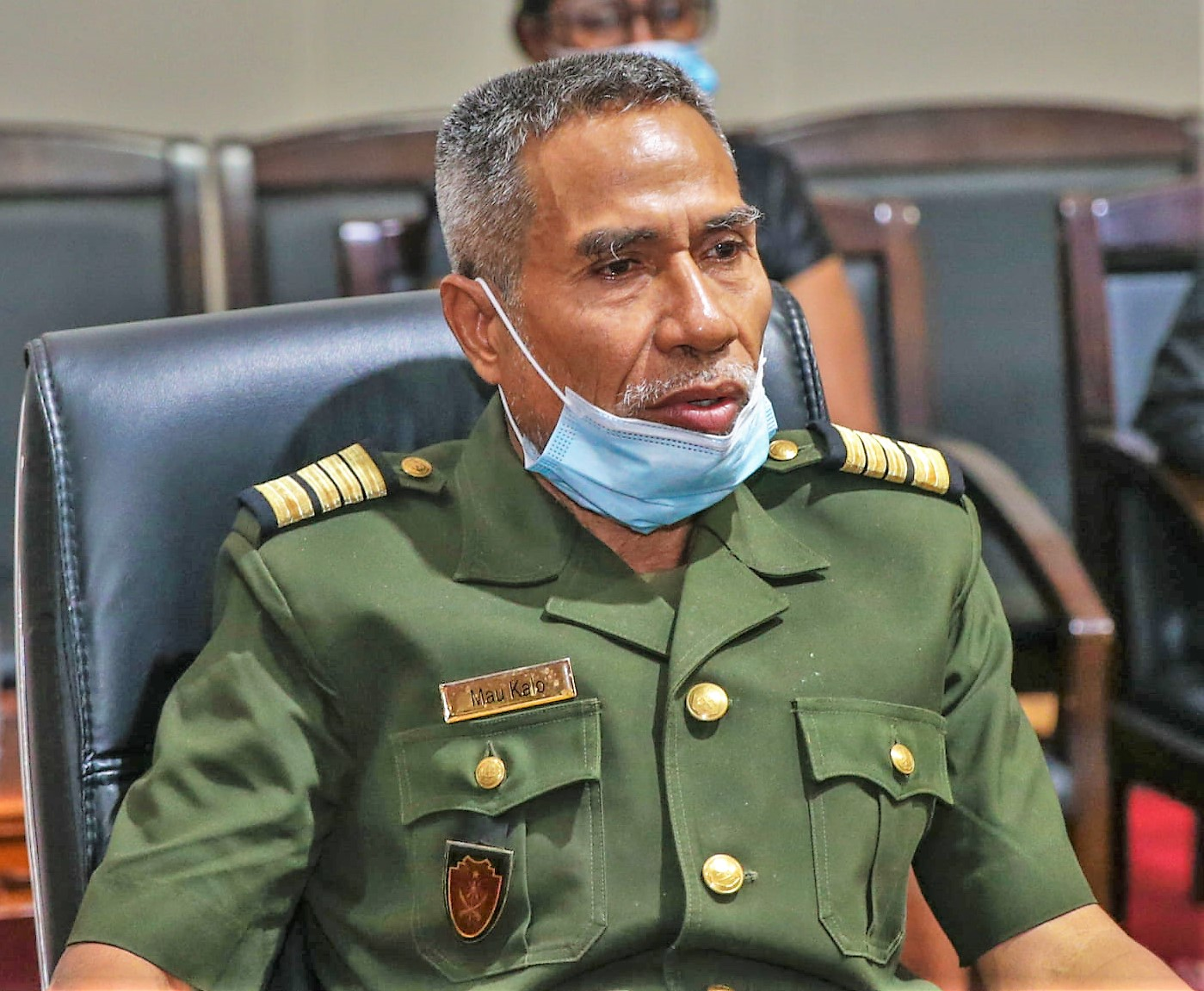
António Soares da Silva (2020)

Am 20. Juni 1991 wurde Silva von Soldaten des 303. Bataillon gefangen genommen und blieb bis 1996 in Soibada und Ainaro als Gefangener. Im Prozess gegen FALINTIL-Chef Xanana Gusmão trat Silva als Zeuge auf und erklärte, er habe zwischen 1975 und 1991 an 17 Angriffen der FALINTIL auf indonesische Soldaten und Dörfer teilgenommen. Einen direkten Befehl habe er von Gusmão aber nie erhalten. Während seiner Zeit in der FALINTIL habe er sich als portugiesischer Staatsbürger gefühlt, nun sei er aber Indonesier. Nach seiner Freilassung beteiligte sich Silva weiter an der Widerstandsbewegung und schloss sich 1999 auch wieder der FALINTIL an. Mit Abzug der Indonesier 1999 wurde er offiziell demobilisiert und trat in die neuen Verteidigungskräfte Osttimors (F-FDTL) ein.
2003 hatte Silva den Rang eines Hauptmanns inne und leitete die Justizabteilung der F-FDTL. Außerdem war er war mit der Exhumierung Gefallener der FALINTIL in den Bergen Osttimors beauftragt. Am 24. Mai 2017 wurde Silva zum militärischen Stabschef von Präsident Francisco Lú-Olo Guterres ernannt. Gleichzeitig mit der Ernennung erfolgte die Beförderung vom Oberstleutnant zum Oberst. Mit Ende der Amtszeit von Guterres 2022 endete auch jene von Silva.
Am 19. Mai 2022 erhielt Silva den Ordem de Timor-Leste.
Silva starb am 12. Oktober 2024 in einem Krankenhaus in Malaysia. Er war aufgrund seines gesundheitlichen Zustands dorthin gebracht worden.